# Lilla tallstekeln
Lilla tallstekeln (Microdiprion pallipes) är en stekelart som först beskrevs av Carl Fredrik Fallén 1808.  Lilla tallstekeln ingår i släktet Microdiprion, och familjen barrsteklar. Arten är reproducerande i Sverige.